# Royal Bahamas Defence Force
La Royal Bahamas Defence Force (in inglese Reale Forza di Difesa delle Bahamas) è l'attuale marina militare delle Bahamas, nonché unica Forza armata di questa nazione, che non dispone né di un esercito né di una aeronautica militare. Ai sensi della legge di difesa, la Royal Bahamas Defence Force (RBDF) è incaricata di difendere le Bahamas, proteggerne l'integrità territoriale, pattugliarne le acque, fornire assistenza in caso di catastrofi naturali, mantenere l'ordine interno in collaborazione con la forza di polizia delle Bahamas (Royal Bahamas Police Force), e svolgere qualsiasi altro compito stabilito dal Consiglio di sicurezza nazionale. La RBDF è altresì membro della Security Task Force della CARICOM, ed in questa veste ha preso parte alla missione UNMIH delle Nazioni Unite ad Haiti nel 1994.

## Storia
Indipendenti dal 10 luglio 1973, le Bahamas istituirono la loro prima forza armata nell'ottobre del 1975, quando agli ordini del comandante William Swinley venne costituita la Defence Force, una piccola forza navale incaricata di pattugliare le acque nazionali; la forza venne istituita in stretta collaborazione con la Royal Navy britannica, e numerosi ufficiali britannici presero parte alla formazione della nuova unità. La forza divenne operativa dall'inizio del 1978, potendo disporre di due pattugliatori (HMBS Flamingo e HMBS Marlin) e tre piccole motovedette; nello stesso anno, la componente navale della forza di polizia delle Bahamas venne fusa con la nuova forza armata. Il 31 marzo 1980, il Parlamento delle Bahamas diede approvazione definitiva alla costituzione della forza armata (ribattezzata Royal Bahamas Defence Force) e ne definì il mandato.
Il 10 maggio 1980 la forza venne impegnata nel suo primo combattimento: il pattugliatore Flamingo, nel tentativo di intercettare due pescherecci cubani che avevano sconfinato, venne attaccato da caccia MiG 21 appartenenti all'aeronautica di questo paese, e affondato a colpi di cannone; quattro marinai delle Bahamas perirono nell'affondamento. In seguito, il governo cubano ammise la propria responsabilità nell'incidente e pagò 10 milioni di dollari come compensazione. Nell'ottobre del 1994 la RBDF partecipò alla sua prima missione fuori dal territorio nazionale, quando un piccolo contingente prese parte alla missione UNMIH ad Haiti. Dopo un certo periodo di crisi, la RBDF avviò un vasto programma di riorganizzazione nel 2008: in particolare, il personale venne ridotto di un terzo per eliminare i soggetti meno motivati; così ristrutturata, la RBDF prese parte a numerose missioni di contrasto all'immigrazione illegale e al traffico di stupefacenti.

## Struttura

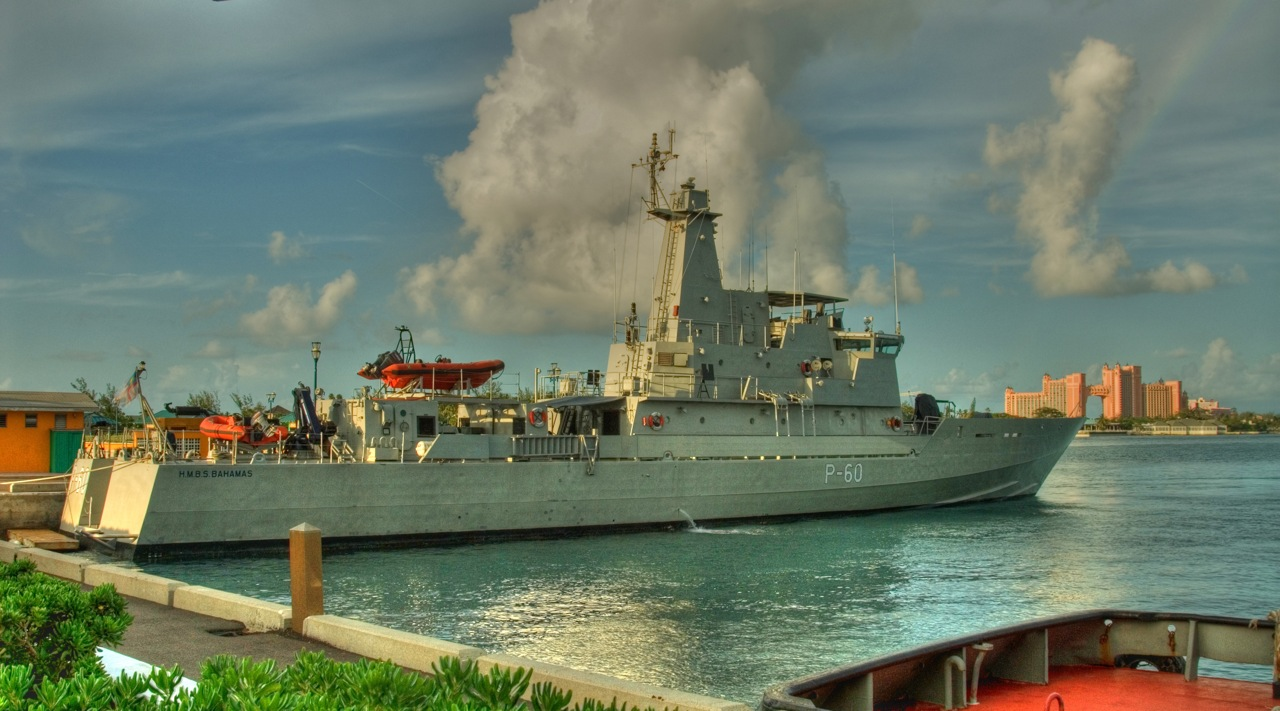
HMBS Bahamas P-60 nel porto di Nassau

Con un organico di circa 1.000 uomini, la RBDF è la più numerosa forza navale delle ex colonie britanniche dei Caraibi; pur essendo una forza navale, la RBDF dispone di una notevole componente terrestre, costituita dalla Special Operations Unit (una unità di forze speciali) e dal Commando Squadron (una unità di fanteria anfibia incaricata di svolgere anche compiti di sicurezza); oltre alle armi leggere (principalmente fucili M4 e mitra Heckler & Koch UMP), queste unità dispongono anche di alcuni obici Howitzer da 105 mm.
La componente navale può contare su due pattugliatori d'altura Classe Bahamas o Europatrol 250 (HMBS Bahamas e HMBS Nassau) da 375 tonnellate, un pattugliatore Classe Protector, e una decina di pattugliatori costieri; sono inoltre disponibili tre velivoli, un Cessna 208 Caravan, un Vulcan Air P68 Observer e un Beechcraft Super King Air.
Addestramento e formazione sono forniti dai Navy SEAL americani (in particolare per quanto riguarda la guerra navale) e dai Royal Marines britannici. La forza è addestrata e organizzata secondo le linee della Royal Navy britannica, e molti degli ufficiali frequentano le accademie militari britanniche; la RBDF utilizza il sistema di gradi della Royal Navy, e tutte le unità portano il prefisso navale HMBS (His/Her Majesty's Bahamian Ship).

## Mezzi Aerei
Sezione aggiornata annualmente in base al World Air Force di Flightglobal del corrente anno. Tale annuario non contempla aerei da trasporto VIP ed eventuali incidenti accorsi durante l'anno della sua pubblicazione. Modifiche giornaliere o mensili che potrebbero portare a discordanze nel tipo di modelli in servizio e nel loro numero rispetto a WAF, vengono apportate in base a siti specializzati, periodici mensili e bimestrali. Tali modifiche vengono apportate onde rendere quanto più aggiornata la tabella.
| Aeromobile                        | Origine     | Tipo                       | Versione (denominazione locale) | In servizio (2024) | Note |
| Aerei da pattugliamento marittimo |             |                            |                                 |                    |      |
| Beechcraft Super King Air         | Stati Uniti | aereo da trasporto leggero | B350 MPA                        | 1                  |      |
| Aerei da trasporto                |             |                            |                                 |                    |      |
| Cessna 208 Caravan                | Stati Uniti | aereo da trasporto         | C208B                           | 1                  |      |
| Partenavia P.68                   | Italia      | aereo da trasporto         | P.68                            | 1                  |      |